# Karl Philipp von Anhalt
Karl Philipp von Anhalt (* 7. August 1732 in Capelle; † 9. Mai 1806 in Berlin) war ein preußischer Generalmajor sowie Regimentschef.

## Leben

### Herkunft
Karl Philipp war der ältere nichteheliche Sohn des Erbprinzen von Anhalt-Dessau Wilhelm Gustav (1699–1737) und seiner Geliebten Henriette Marianne Schardius. Sie war die Tochter des Generalsuperintendenten von Dessau Johann Peter Schardius († 1733) und heiratete später den Geheimen Konsistorialrat Günther in Köthen.

### Werdegang
Karl Philipp ist 1756 in die Armee, genauer das Feldartilleriekorps eingetreten und nahm sofort am Feldzug, genauer den Schlachten von Lobositz, Prag, Kolin, Roßbach und Leuthen teil. Bei Leuthen wurde er verwundet, war aber auch beim Überfall auf Hochkirch, der Belagerung von Prag und dem Gefecht von Reichenbach beteiligt. 1759 wurde er zum Sekondeleutnant befördert.
Gemeinsam mit seinem jüngeren Bruder Heinrich Wilhelm (1734–1801) wurde Karl Philipp am 3. Januar 1761 in Leipzig durch den preußischen König Friedrich II. unter dem Namen „von Anhalt“ in den preußischen Adelsstand erhoben.
Er avancierte weiter, 1761 zum Stabskapitän, erhielt 1762 den Orden Pour le Mérite, dann 1763 zum Kapitän und Kompaniechef sowie 1778 zum Major. Er machte noch im selben Jahr den erneuten Feldzug mit. Erst 1787 stieg er weiter in der Rangfolge auf zum Oberstleutnant und Kommandeur der drei reitenden Artilleriekompagnien. 1790 avancierte er zum Oberst und wurde 1794 Chef des 2. Artillerieregiments und schließlich 1795 noch zum Generalmajor befördert. Gesundheitsbedingt dimittierte er 1795 mit 1000 Talern jährlicher Pension.
Karl Philipp von Anhalt wurde 1806 in der Garnisonkirche bestattet.

### Familie
Karl Philipp von Anhalt vermählte sich 1772 in Berlin mit Friederike Albertine von Wedel (1751–1825), einer Tochter des preußischen Generalleutnants und Kriegsministers Carl Heinrich von Wedel (1712–1782). Ihre Schwester Caroline Friederike von Wedel (1748–1780) war bereits seit 1768 mit seinem Bruder Heinrich Wilhelm vermählt.
Kinder:
- Auguste Karoline Friederike Henriette (1773–1834), ⚭ NN Binder, Amtmann
- Karl Friedrich Wilhelm (1780–1805), Premierleutnant im 1. Bataillon der Garde in Potsdam, erlag einer im Duell erhaltenen Verwundung